# Новиков Олександр Олександрович (воєначальник)
Новиков Олександр Олександрович (19 листопада 1900, сел. Крюково Нерехтського повіту Костромської губернії (зараз Нерехтський район Костромської області) — 3 грудня 1976, Москва) — радянський воєначальник, командувач військово-повітряних сил РСЧА (1942—1946). Головний маршал авіації (21 лютого 1944). Двічі Герой Радянського Союзу (17.04.1945, 08.09.1945).

## Початок служби
В 1915—1918 роках навчався в Хрінівській учительській семінарії, після закінчення працював учителем в с. Пєшево.
В Червоній армії з 1919 року. Учасник Громадянської війни.
В 1922 році закінчив курси «Постріл», в 1930 році Військову академію імені М. В. Фрунзе. З 1933 року служив в ВПС. Учасник радянсько-фінської війни 1939—1940 років, начальник штабу ВПС Північно-Західного фронта. З 1940 року командувач ВПС Ленінградського військового округу.

## Німецько-радянська війна
Командував ВПС Північного и Ленінградського фронтів.
В 1942—1943 роках — заступник Народного комісара оборони СРСР по авіації.
З травня 1943 по квітень 1946 — командувач ВПС РЧСА. Як представник Ставки ВГК, координував бойові дії авіації декількох фронтів в битвах під Сталінградом і на Курській дузі, при штурмі Кенігсберга, в битві за Берлін.
В 1943 році О. О. Новикову першому в СРСР було присвоєно звання «Маршал авіації», в 1944 році, також першому — «Головний маршал авіації», а в квітні 1945 року — також звання Героя Радянського Союзу. У вересні 1945 «за успішне виконання операції проти імперіалістичної Японії» йому була вручена друга Зірка Героя Радянського Союзу. 24 червня 1945 року повинен був командувати скасованим через дощ повітряним парадом під час Параду Перемоги.

## Арешт та засудження
4 квітня 1946 року був відсторонений від посади командувача ВПС. 22 квітня 1946 року на засіданні Секретаріату ЦК ВКП(б) заочно виключений з ВКП(б) й тієї ж ночі заарештований з санкції заступника Головного воєнного прокурора О. О. Чепцова за сфабрикованою «авіаційною справою». 11 травня 1946 Воєнною колегією Верховного Суду СРСР засуджений до 5 років ув'язнення та позбавленний військового звання і нагород за сфабрикованою «Авіаційною справою» (відсидів весь визначений термін та ще майже 1 рік понад нього). Арешт Новикова та міністра авіаційної промисловості О. І. Шахуріна іноді пояснюють конфліктом Новикова з Василем Сталіним. Звільнений 12 лютого 1952 року.
Реабілітований за участю Г. К. Жукова і поновлений у званні у 1953 році.
Після звільнення, в 1953—1955 роках — командувач авіацією далекої дії, заступник Головнокомандувача ВПС.
З 1956 року начальник Вищого училища Цивільної авіації.

## Військові звання
- полковник (28.03.1936)
- комбриг (29.11.1939)
- комдив (04.05.1940)
- генерал-майор авіації (04.06.1940)
- генерал-лейтенант авіації (29.10.1941)
- генерал-полковник авіації (18.01.1943)
- маршал авіації (17.03.1943)
- Головний маршал авіації (21.02.1944; позбавлений звання 20.05.1946; поновлений 13.06.1953).

## Твори
- Новиков А. А. В небе Ленинграда (Записки командующего авиацией). — М. : Наука, 1970. — 308 с. с ил. — ([Вторая мировая война в исследованиях, воспоминаниях, документах]).